# Liga Sãocarlense de Futebol
A Liga Sãocarlense de Futebol, ou LSF, é a entidade  que administra  o futebol amador na cidade e na região de São Carlos no estado de São Paulo. Foi fundada em 4 de maio de 1943, e está filiada  à Federação Paulista de Futebol e sediada  na Rua Benjamin Constant, 700 (Bairro Boa Vista) - São Carlos, SP.
A LSF foi criada para substituir a Liga de Amadores do Futebol Sancarlense ou LAFS que foi fundada oficialmente em 1919, que juntamente com a posterior criação da Comissão Central de Esportes ou CCE, órgão municipal organizavam os esportes no município. A CCE não mais existe, pois foi extinta  com a criação da Secretaria Municipal de Esportes e Lazer de São Carlos.
Atualmente, a Liga possui 38 filiados.

## História
O futebol amador de São Carlos, a nível de entidade de administração desportiva, iniciou-se de maneira precária, sem nomenclatura, oficialmente em 1912, que com 4 clubes promoveu alguns campeonatos, entre os seguintes clubes; Paulista Esporte Clube, Athlético Sancarlense, Derby Club, e Ideal Club, no qual o primeiro campeão, foi o Ideal Club.
Em 1919, cinco clubes reuniram-se e fundaram a denominada Liga de Amadores do Futebol Sancarlense, a qual passou a promover os campeonatos sancarlenses e regionais de futebol, com os seguintes clubes; Paulista Esporte Clube, Palestra Itália de São Carlos, Athlético Sancarlense, Democrata Futebol Clube, Rio Branco Futebol Clube, São Carlos Football Club, São Carlos Atlético Clube, sendo que o primeiro campeão foi o Palestra Itália de São Carlos; essa entidade funcionou até 1939.
Em 1943, foi fundada a Liga São-carlense de Futebol, viva até hoje e que vem organizando os campeonatos amadores municipais, campeonatos amadores regionais, entre outros; e vem mantendo campeonatos desde a sua criação, no princípio com Campeonato Amador, Campeonato Regional, e posteriormente o Campeonato Varzeano; a partir de 1974 foi criada a Copa São Carlos substituindo a Taça São Carlos; em 1983 foi criado o Campeonato Rural e o Torneio de Veteranos; e em 2002 foi criada a Copa Master. A partir de 1940 até 1942, os campeonatos foram organizados pela Comissão Central de Esportes (CCE), a qual foi criada para organizar os Jogos Abertos do Interior de 1940 que aconteceram no município. Portanto isso foi o embrião para a criação da atual Liga São-carlense de Futebol.
A Liga, patrocinou alguns campeonatos regionais amadores, a partir da anos 1940, onde vários clubes da região participavam, tais como as cidades de: Ibaté, Santa Lúcia, Rincão, Ribeirão Bonito, Dourado, Boa Esperança do Sul, Trabiju, Bocaina, Dois Córregos, Torrinha, Brotas, Barra Bonita, Itirapina, Analândia, Descalvado e Porto Ferreira entre outras.
Em 18 de abril de 1955 a Liga Sãocarlense de Futebol, participou do "VII Congresso da Ligas de Futebol Amador do Estado", que aconteceu em Santos. O representante de São Carlos foi "Glicério Fonseca do Nascimento".

### Diretoria atual
Nova Diretoria - 16/03/2021 a 22/03/2023
- Presidente: Tiago Herculano Batista Costa[7]
- Vice-Presidente: Valdemir Donizeti

- Secretaria Geral: Jéssica Costa
- 1.º Secretário: Robert Paine
- 2.º Secretário: Jhonatan Lopes
- 1.º Tesoureiro: Suelen Tais
- 2.º Tesoureiro: William Romero
- Diretor de Marketing e Relações Públicas: Clodoaldo Freitas
- Diretor do Departamento Técnico: Everson Thiago Moreira
- Diretor do Departamento de Árbitros: Rinaldo Silva
- Diretor do Departamento de Registros: Antônia Efigênia
- Procuradores/Procurador Efetivo: Julio Cardoso
- Procuradores/Procurador Suplentes: Flávio Santos

Conselho fiscal
- Presidente: Rone Correia

- Membros Titulares:
  - Membros Efetivos do Conselho Fiscal: Wilson Gini
  - Membros Efetivos do Conselho Fiscal: Luís Abreu
  - Membros Efetivos do Conselho Fiscal: Jefferson Rosa

- Membros Suplentes
  - Membros Suplentes do Conselho Fiscal: Rone Correia
  - Membros Suplentes do Conselho Fiscal: Celso Pio
  - Membros Suplentes do Conselho Fiscal: Antônio Machado

### Quadro de ex-presidentes
Quadro de ex-presidentes e presidente
| - 1943-1944 - Francisco Maricondi (presidente fundador) - 1945-1949 - Hério Palo (2 mandatos, sendo 1 de 3 anos) - 1950-1953 - José Antonio Santilli (2 mandatos) - 1954-1955 - Antonio Barbuto - 1956-1957 - Hério Palo - 1958-1959 - Nelson Marrara - 1960-1961 - Valdomiro Lourenço - 1962-1963 - Laércio Albarici - 1964-1966 - Antonio Acyr Marino (mandato de 3 anos) - 1967-1968 - Grecério do Nascimento - 1968-1969 - José Carlos dos Santos - 1970-1971 - Antonio Acyr Marino - 1972-1973 - Antonio Walter Frujuelli - 1974-1975 - Pedro Francisco D'Giovanni - 1976-1978 - Sérgio Roberto de Almeida (mandato de 3 anos) | - 1979-1980 - Aymore Caldas Vitali - 1981-1985 - Eduardo Antonio Teixeira Cotrim (2 mandatos, sendo 1 de 3 anos) - 1986-1988 - Sérgio Roberto de Almeida (mandato de 3 anos) - 1989-1990 - Emídio Machado - 1991-1992 - Rubens Fernando Monte Ribeiro - 1993-1994 - João Carlos Campanini - 1995-1996 - Francisco Ponzio - 1997-1998 - Gerson Duarte - 1999-2002 - Eduardo Antonio Teixeira Cotrim (2 mandatos) - 2003-2004 - Odisnei Caiado - 2005-2010 - Eduardo Antonio Teixeira Cotrim (3 mandatos) - 2011-2020 - Antônio Aparecido Antônio (5 mandatos) - faleceu em 16 de setembro de 2020 - 2020-2020 - César Augusto Maragno - vice-presidente assume - 2021-2023 - Tiago Herculano Batista Costa - 2024-atual - Luiz Marcelo Rocha |

## Atuais filiados
Clubes da Primeira Divisão de Futebol Amador – Série A (Amador)
| - AA Cruzeiro do Sul - AA Madri - Beira Rio FC - EC Engenharia - Estrela do Sul FC - Esporte Clube Fortaleza - EC Ipiraense - EC Jardim Gonzaga | - Metalúrgico EC - CA Panelão - EC SEC Sierro Portenho - EC Tangará - AESC Tigre do Aracy - EC Vasco - Goiás FC - EC São José |

Clubes da Segunda  Divisão de Futebol Amador – Série B (Varzeano)
| - EC Aymore - Caçulinha EC - EC Cruzeiro - AE Cometa Cristão - Dínamo FC (Ibaté) - Expressinho FC - GREC Império Zona Sul - SC Inter - SC MFT - AE Matsubara - Monique EC | - GE Novo Horizontino - Proara Cidade Aracy - Recanto Santa Mônica - AA Redenção - EC Remo - Santa Fé - SINDSPAM - Soneca FC - União FC - EC Unidos da Vila - EC Varjão |

### Histórico de clubes
Clubes atuais, ex-filiados e algumas datas de fundação
| - Associação Atlética Aracy - Associação Desportiva Polícia Militar - 1 de junho de 1933 e 4 de fevereiro de 1993 - Associação Esportiva Cometa Cristão - AESC Tigre do Aracy - Escola de Futebol Ajax - Arsenal Futebol Clube - 1 de janeiro de 1997 - Esporte Clube Aymoré - Clube Atlético Bandeirante - Associação Atlética Beira Rio - Associação Atlética Bontenesco - 19 de fevereiro de 2001 - Botafogo Futebol Clube - 23 de julho de 1998 e 22 de junho de 2002 - Esporte Clube Brasão - Broa Futebol Clube - Associação Atlética Cantareira de Vila Maria - Esporte Clube Vila Carmem - Clube Proara Varzeano - Sport Clube Corinthians (Parque Industrial) - 15 de janeiro de 1996 - Associação Atlética Cruzeiro do Sul - Associação Esportiva Delta Marani - Dínamo Futebol Clube - Dourado Esporte Clube - 1 de março de 1997 - Esporte Clube Castelo Branco - Esporte Clube Chácara Vieira Futebol Clube - 14 de setembro de 2001 | - Esporte Clube Engenharia de São Carlos (antiga Afeesc) - Esporte Clube Garotos da Vila - Esporte Clube Ipiraense - EC Jardim Paraíso - Esporte Clube Santa Cruz - 31 de janeiro de 1997 - Esporte Clube São José - Esporte Clube Tangará - 18 de novembro de 2002 - Grêmio dos Eletricitários de São Carlos - 30 de novembro de 1984 - Clube Recreativo Electrolux - Estrela do Sul Futebol Clube - Expressinho Futebol Clube - Fenix Futebol Clube - Flamengo Esporte Clube - Flamingo Regatas Athletic Clube - Fluminense Futebol Clube - Esporte Clube Força Jovem - Esporte Clube Fortaleza - Grêmio Esportivo Santa Eudóxia Engenharia - Goiás Futebol Clube - Grêmio Recreativo EC Império Zona Sul - Sport Clube Grécia - 6 de junho de 1976 - Grêmio Sãocarlense Futebol Clube - Guarani Futebol Clube (Tijuco Preto) - 25 de janeiro de 1977 e 30 de março de 1977 | - Esporte Clube Independente - Internacional Sport Club - Esporte Clube XXI de Janeiro - Jardim Beatriz Futebol Clube - Jerusalém Futebol Clube - Esporte Clube Jockey - Atlético de Madri - Associação Esportiva Matsubara - Metalúrgico Esporte Clube - 2 de fevereiro de 1978 - Clube Recreativo Mogi - Esporte Clube Recanto Santa Mônica - Associação Atlética Monte Carlo - 20 de junho de 2000 e 16 de agosto de 2000 - Esporte Clube Noroeste - 20 de janeiro de 1982 - Esporte Clube Nova Cidade - Grêmio Recreativo XV de Novembro - Brasilzinho Esporte Clube (Vila Prado) - Vila Prado Futebol Clube - 1983 - Pacaembu Futebol Clube - Clube Atlético Palmeirinha - Esporte Clube Pinhal - Associação Atlética Ponte Preta - Portenho - Esporte Clube Praianinho | - Primos Futebol Clube - Proara Varzeano - Esporte Clube Prominas Brasil - Associação Atlética Redenção - Esporte Clube Remo - Roma Futebol Clube - 23 de junho de 2000 - Santa Felícia Futebol Clube - 1 de maio de 1987 e 8 de maio de 1987 - Santo Antônio de Água Vermelha - 13 de junho de 1999 - Associação Atlética São Carlos - Sociedade Esportiva Vila Izabel - Esporte Clube SEC Sierro Portenho - Soneca Futebol Clube - Tolueno Futebol Clube - União Futebol Clube - 4 de junho de 1965 - Única Futebol Clube - Esporte Clube Unidos Vila - Vamp Futebol Clube - 15 de janeiro de 1999 - Esporte Clube Varjão - Esporte Clube Vasco - Vila Carmem Futebol Clube - 15 de agosto de 1984 - Grêmio Recreativo Esportivo de Vila Pureza - Vitória Futebol Clube |

Clubes históricos, antigos filiados e algumas datas de fundação
| - Paulista EC - 1903 - Sport Club Sancarlense - 1904 - Associação Atlética Sancarlense - 1904 - São Carlos Football Club - 1914 - Palestra Itália Esporte Clube - 1919 e 1921 (oficial) - São Carlos Tênis Clube - 1920 - GRF Flor de Maio - 1928 - Ruy Barbosa - 1929 - CR Ferroviário - anos 1930 - Clube Comercial - 1936 - Lápis Dois Martelos Clube - 20 de maio de 1936 - Johann Faber Clube - 11 de dezembro de 1959 - Ibaté FC - 25 de março de 1939 - CE União - 1939 - AAA Gymnasial - Bandeirantes - 1941 - Esporte Clube XV de Novembro - 1941 - Ferroviários EC - 1943 (Página 16 - Esporte Ilustrado) - São Carlos Clube - 1944 - EC Jardim São Carlos - 1944 - Club dos Bancários de São Carlos - 1944 - Bonsucesso FC - 1949 - Vila Elisabeth FC - 1949 - Associação Atlética Acadêmica 7 de Maio (ESEFSC) - 1949 - Estrela da Bela Vista - 1952 - Expresso São Carlos - 1953 - EC São Bento - 11 de janeiro de 1957 - CA Piratininga - 1957 - Paulistinha - 1958 - Frigorífico São Carlos do Pinhal EC - 1960 - Brasília (BASC) - 1962 - Ginásio EC - União Operário FC | - Canarinhos EC - 20 de abril de 1970 - XV de Novembro EC - América FC (Vila Prado) - América FC (Jardim São Carlos) - 7 de janeiro de 1974 - AA Ponte Preta - Cerealista EC - Fundiu-se ao Brasília AC em 1971 - CR IPL - Brasil FC - Diamante FC - Fundiu-se ao Expresso São Carlos EC em 1955 - EC Vila Izabel - 5 de dezembro de 1966 e 19 de abril de 1976 - ADC Sicom - 1 de fevereiro de 1974 - EC Real - 2 de dezembro de 1974 - EC Ipiranga - anos 1964 - CA Ipiranga - 7 de setembro de 1973 e 2 de janeiro de 1975 - EC Fazenda Canchim, atual Canchim FC - 8 de fevereiro de 1975 - Grêmio Sãocarlense - 1976 - CR Cardinali - 4 de janeiro de 1976 - Colorado EC - 15 de janeiro de 1977 - ADC Usina Açucareira da Serra (Ibaté) - 24 de fevereiro de 1977 - São João FC (Dourado) - 2 de fevereiro de 1978 - Independente FC (Itirapina) - Itirapina FC (Itirapina) - Trabiju FC - (Trabiju) - 3 de janeiro de 2000 - GRE Ibaté (Ibaté) - Profissional FC - Palmeirinha FC - EC Avenida (sucessor do CE União) - Corinthians Comercial FC (antigo Palestra Itália) - Maracanã EC - EC Paraná - 5 de janeiro de 1996 - EC Brazão - 10 de julho de 2000 - JB FC - Estrela do Sul FC - Marítimo EC - 29 de março de 2000 e 24 de julho de 2001 | - EF Real Madrid - 4 de julho de 2001 - Pantera FC - 5 de setembro de 1989 - EC Criola - 22 de julho de 1985 - GRE Rosa de Prata - 20 de maio de 1985 - GE Comasc - 27 de fevereiro de 1989 - Nacional FC - 1960 e 1999 - AE Cometa Cristão - 1999 - CA Panelão - 2000 - CA Juventus (Vila Monteiro) - CA Juventus (Vila Prado) - 20 de abril de 2000 - EC São Carlos III - EC Jardim Gonzaga - Vitória FC - Santa Paula FC - Bonsucesso FC - 20 de março de 1976 e 4 de abril de 1976 - Comercial FC - Diamantul EC - EC Portuguesa - 14 de março de 1977 e 6 de abril de 1977 - Guarani FC (Vila Monteiro) - Aliança FC - AA Tiradentes - 21 de abril de 1977 - AA Analandense - Cruzado - Parabola - Viracopos - Athlético Sancarlense (anos 10) - Democrata FC (anos 10) - São Carlos AC (anos 10) - União da Usina Tamoyo FC (Araraquara) - (anos 10) - AA Tamoio - Boca Junior Paulista EC (anos 40) - Bocaina FC (Bocaina) - AA Barra Bonita (Barra Bonita) | - Fênix EC - 17 de novembro de 1970 - Coroas FC - anos 1960 - ADC CBT - anos 1970 - AESC - anos 1950 - EC São Francisco - anos 1960 - Náutico FC - anos 1960 - Serra Clube São Carlos - anos 1960 - Santa Eudóxia EC - anos 1950 - Redenção EC - anos 1960 - AA Alvorada (Vila Nery) - Bangu AC - 16 de setembro de 1952 - Bela Vista FC - 15 de janeiro de 1979 - Marchetti FC - 15 de fevereiro de 1980 - EC 4 de Novembro - Marajoara - 1995 - AA São Carlos - 15 de fevereiro de 1969 e 23 de abril de 1973 - EC São José - 1960/5 - AA Banco do Brasil - EC Paulistano - 15 de outubro de 1978 - EC ASUFSCar - 1 de fevereiro de 1982 - EC Vila Santo Antônio - 5 de junho de 1975 - Vila Nery EC - 2 de janeiro de 1981 - ADC Central de Sucatas EC - 17 de janeiro de 1977 e 22 de março de 1977 - AA Nova Redenção - EC Jockey - EC Brasão - ADC Metalúrgico EC - 2 de fevereiro de 1978 - EC Ipiraense - 2006 - GE Santa Eudóxia - São Roque FC de Água Vermelha - AE Cantareira de Vila Marina - Cruzeiro EC (anos 70) - São Carlos Center - GE Novorizontino |

## Campeões

### Campeonato Citadino e Amador - Série A (Amador)
| Ano                    | Campeão                                           | Vice                                | 3.º lugar                                         | 4.º lugar           |
| 1904                   | Time Verde 1-0 Time Vermelho                      | Primeiro registro de jogo da cidade |                                                   |                     |
| 1905 1911              | Somente jogos de várzea                           | –                                   |                                                   |                     |
| 1912 L.A.              | Ideal Club ?                                      | ?                                   |                                                   |                     |
| 1913 a 1918 L.A.       | –                                                 | –                                   |                                                   |                     |
| 1919 L.A.F.S.          | Palestra Itália de São Carlos                     | ?                                   |                                                   |                     |
| 1920 a 1930 L.A.F.S.   | –                                                 | –                                   |                                                   |                     |
| 1931 L.A.F.S.          | Paulista EC (1.º e 2.º quadros)                   | São Carlos FC (1.º e 2.º quadros)   |                                                   |                     |
| 1932 L.A.F.S.          | Ruy Barbosa Futebol Clube                         | Paulista EC                         |                                                   |                     |
| 1933 L.A.F.S.          | Ruy Barbosa Futebol Clube                         | ?                                   |                                                   |                     |
| 1934 a 1939 L.A.F.S.   | –                                                 | –                                   |                                                   |                     |
| 1940 C.C.E.            | Corinthians Comercial FC (antigo Palestra Itália) | Ibaté FC                            |                                                   |                     |
| 1941 C.C.E.            | Ginásio Municipal                                 | Ibaté FC                            | Corinthians Comercial FC (antigo Palestra Itália) | Dois Martelos       |
| 1942 C.C.E. pré L.S.F. | Paulista EC (1.º título)                          | Clube Comercial (Ex-Ruy Barbosa FC) |                                                   |                     |
| 1943 L.S.F.            | Palmeiras FC (1.º título)                         | ?                                   |                                                   |                     |
| 1944                   | Paulista EC (2.º título)                          | ?                                   |                                                   |                     |
| 1945                   | Paulista EC (3.º título)                          | ?                                   |                                                   |                     |
| 1946                   | Paulista EC (4.º título)                          | ?                                   |                                                   |                     |
| 1947                   | Paulista EC (5.º título)                          | ?                                   |                                                   |                     |
| 1948                   | CE União (1.º título)                             | Palmeirinha FC                      |                                                   |                     |
| 1949                   | CE União (2.º título)                             | Bandeirantes                        |                                                   |                     |
| 1950                   | Palmeirinha FC (2.º título)                       | ?                                   |                                                   |                     |
| 1951                   | Palmeirinha FC (3.º título)                       | ?                                   |                                                   |                     |
| 1952                   | Expresso São Carlos (1.º título)                  | ?                                   |                                                   |                     |
| 1953                   | Palmeirinha FC (4.º título)                       | Vila Elizabeth FC                   |                                                   |                     |
| 1954                   | Vila Elizabeth FC (1.º título)                    | Palmeiras FC                        |                                                   |                     |
| 1955                   | Estrela da Bela Vista (1.º título)                | ?                                   |                                                   |                     |
| 1956                   | Palmeirinha FC (5.º título)                       | ?                                   |                                                   |                     |
| 1957                   | CR IPL (1.º título)                               | ?                                   |                                                   |                     |
| 1958                   | Fluminense FC (1.º título)                        | ?                                   |                                                   |                     |
| 1959                   | EC São Bento (1.º título)                         | ?                                   |                                                   |                     |
| 1960                   | América FC (1.º título)                           | ?                                   |                                                   |                     |
| 1961                   | Frigorífico SCP EC (1.º título)                   | ?                                   |                                                   |                     |
| 1962                   | Frigorífico SCP EC (2.º título)                   | ?                                   |                                                   |                     |
| 1963                   | Fluminense FC (2.º título)                        | Bandeirantes                        |                                                   |                     |
| 1964                   | Brasília (BASC) (1.º título)                      | Johann Faber Clube                  |                                                   |                     |
| 1965                   | São Carlos Clube (1.º título)                     | Vila Pureza EC                      |                                                   |                     |
| 1966                   | São Carlos Clube (2.º título)                     | Vila Pureza EC                      |                                                   |                     |
| 1967                   | Cerealista EC (1.º título)                        | Brasil FC                           |                                                   |                     |
| 1968                   | Cerealista EC (2.º título)                        | AA Ponte Preta                      |                                                   |                     |
| 1969                   | AESC (1.º título)                                 | Bangu AC                            |                                                   |                     |
| 1970                   | AESC (2.º título)                                 | Bangu AC                            |                                                   |                     |
| 1971                   | AESC (3.º título)                                 | Tapetes SC EC                       |                                                   |                     |
| 1972                   | Brasil FC (1.º título)                            | Bangu AC                            |                                                   |                     |
| 1973                   | CA Piratininga (1.º título)                       | GRE Ibaté                           |                                                   |                     |
| 1974                   | CA Piratininga (2.º título)                       | Madrugada                           |                                                   |                     |
| 1975                   | EC São José (1.º título)                          | CR Cardinali                        |                                                   |                     |
| 1976                   | EC São José (2.º título)                          | EC Santa Cruz                       |                                                   |                     |
| 1977                   | GE Sãocarlense (1.º título)                       | EC Portuguesa                       |                                                   |                     |
| 1978                   | EC Portuguesa (1.º título)                        | EC Santa Cruz                       |                                                   |                     |
| 1979                   | EC São Bento (2.º título)                         | EC Portuguesa                       |                                                   |                     |
| 1980                   | ADC Central de Sucatas EC (1.º título)            | EC São José                         |                                                   |                     |
| 1981                   | ADC Central de Sucatas EC (2.º título)            | EC Vila Izabel                      |                                                   |                     |
| 1982                   | EC Portuguesa (2.º título)                        | ADC Central de Sucatas EC           |                                                   |                     |
| 1983                   | ADC Central de Sucatas EC (3.º título)            | AA Tiradentes                       |                                                   |                     |
| 1984                   | ADC Central de Sucatas EC (4.º título)            | AA São Carlos                       |                                                   |                     |
| 1985                   | EC São José (3.º título)                          | AA São Carlos                       |                                                   |                     |
| 1986                   | Bela Vista FC (1.º título)                        | EC Pinhal                           |                                                   |                     |
| 1987                   | SC Grécia (1.º título)                            | AA Vila Marcelino                   |                                                   |                     |
| 1988                   | Bela Vista FC (2.º título)                        | EC Colorado                         |                                                   |                     |
| 1989                   | EC São José (4.º título)                          | EC Paulistano                       |                                                   |                     |
| 1990                   | AA Vila Marcelino (1.º título)                    | EC São José                         |                                                   |                     |
| 1991                   | EC Ressaca (1.º título)                           | AA Cantareira                       |                                                   |                     |
| 1992                   | CR Mogi (1.º título)                              | AA Cantareira                       |                                                   |                     |
| 1993                   | EC Noroeste (1.º título)                          | CR Mogi                             |                                                   |                     |
| 1994                   | Sebão FC (1.º título)                             | Faber Castell Clube                 |                                                   |                     |
| 1995                   | SBM (1.º título)                                  | EC Noroeste                         |                                                   |                     |
| 1996                   | EC Castelo Branco (1.º título)                    | SBM                                 |                                                   |                     |
| 1997                   | EC Noroeste (2.º título)                          | Goiás FC                            |                                                   |                     |
| 1998                   | EC Castelo Branco (2.º título)                    | Flamengo EC                         |                                                   |                     |
| 1999                   | EC Castelo Branco (3.º título)                    | EC Fortaleza                        |                                                   |                     |
| 2000                   | EC São José (5.º título)                          | EC Fortaleza                        |                                                   |                     |
| 2001                   | EC Castelo Branco (4.º título)                    | Metalúrgico EC                      |                                                   |                     |
| 2002                   | AA Bontenesco (1.º título)                        | AA Ponte Preta                      |                                                   |                     |
| 2003                   | EC Fortaleza (1.º título)                         | Dínamo FC                           |                                                   |                     |
| 2004                   | EC Fortaleza (2.º título)                         | AA Ponte Preta                      |                                                   |                     |
| 2005                   | Goiás FC (1.º título)                             | AA Ponte Preta                      |                                                   |                     |
| 2006                   | Goiás FC (2.º título)                             | Jardim Gonzaga FC                   |                                                   |                     |
| 2007                   | EC Fortaleza (3.º título)                         | EC Engenharia                       |                                                   |                     |
| 2008                   | EC Fortaleza (4.º título)                         | Jardim Gonzaga FC                   |                                                   |                     |
| 2009                   | EC Fortaleza (5.º título)                         | AESC Tigre do Aracy                 |                                                   |                     |
| 2010                   | EC Fortaleza (6.º título)                         | AESC Tigre do Aracy                 |                                                   |                     |
| 2011                   | EC Jardim Gonzaga (1.º título)                    | AESC Tigre do Aracy                 | EC SEC Sierro Portenho                            | CA Panelão          |
| 2012                   | EC Jardim Gonzaga (2.º título)                    | CA Panelão                          | Grêmio Sãocarlense FC                             | EC Engenharia       |
| 2013                   | EC Engenharia (1.º título)                        | EC Santa Fé                         | Primos FC                                         | EC Vasco            |
| 2014                   | EC Unidos da Vila (1.º título)                    | Cruzado                             | EC SEC Sierro Portenho                            | EC Fortaleza        |
| 2015                   | EC Jardim Gonzaga (3.º título)                    | EC Fortaleza                        | Metalúrgico EC                                    | EC Ipiraense        |
| 2016                   | Proara (1.º título)                               | Primos FC                           | EC Jockey                                         | Metalúrgico EC      |
| 2017                   | Primos FC (1.º título)                            | Dínamo FC (Ibaté)                   | Metalúrgico EC                                    | EC Unidos da Vila   |
| 2018                   | Primos FC (2.º título)                            | EC São José                         | CA Panelão                                        | Zavaglia FC         |
| 2019                   | Primos FC (3.º título)                            | EC Jardim Gonzaga                   | Dínamo FC                                         | AESC Tigre do Aracy |
| 2020 2021              | Não houve (Pandemia Covid-19)                     |                                     |                                                   |                     |
| 2022                   | EC Jardim Gonzaga (4.º título)                    | Primos FC                           | AESC Tigre do Aracy                               | Zavaglia FC         |
| 2023                   | EC Vasco (1.º título)                             | Primos FC                           | AA Ponte Preta                                    | AESC Tigre do Aracy |
| 2024                   | AA Ponte Preta (1.º título)                       | EC Jardim Gonzaga                   | Os Prédios FC                                     | Primos FC           |

### Campeonato Amador (Liga Desportiva São Carlos)[18]- Série A (Amador)
| Ano               | Campeão                   | Vice               | 3.º lugar         | 4.º lugar          |
| 2022 L.D.S. Ouro  | Os Prédio FC (1.º título) | Santa Angelina FC  | Vila Prado FC     | AA Cruzeiro do Sul |
| 2022 L.D.S. Prata |                           |                    |                   |                    |
| 2023 L.D.S. Ouro  | Aracy FC                  | Juventus FC        |                   |                    |
| 2023 L.D.S. Prata | Policarbon FC             | Jardim Jockey Club |                   |                    |
| 2024 L.D.S. Ouro  | Zé Bebeu FC               | Policarbon FC      | Expulsão do clube | Suspensão do clube |
| 2024 L.D.S. Prata |                           |                    |                   |                    |

### Campeonato Amador - Série B (Varzeano)
| Ano         | Campeão                       | Vice                              | 3.º lugar                       | 4.º lugar                     |
| 1943 a 1949 | –                             | –                                 |                                 |                               |
| 1950        | Fluminense FC                 | ?                                 |                                 |                               |
| 1952        | ?                             | ?                                 |                                 |                               |
| 1953        | Vila Elizabeth FC             | ?                                 |                                 |                               |
| 1954        | Bonsucesso FC                 | Expresso São Carlos               |                                 |                               |
| 1955        | ?                             | ?                                 |                                 |                               |
| 1956        | Boca Junior Paulista EC       | EC São Bento                      |                                 |                               |
| 1957        | EC São Bento                  | ?                                 |                                 |                               |
| 1958        | ?                             | ?                                 |                                 |                               |
| 1959        | Palmeirinha FC                | ?                                 |                                 |                               |
| 1960        | AESC ?                        | ?                                 |                                 |                               |
| 1961        | Fluminense FC                 | ?                                 |                                 |                               |
| 1962        | Brasília (BASC)               | ?                                 |                                 |                               |
| 1963        | Corinthians EC                | ?                                 |                                 |                               |
| 1964        | EC Vila Pureza                | Comercial FC                      |                                 |                               |
| 1965        | CR IPL                        | ?                                 |                                 |                               |
| 1966        | Cerealista EC                 | ?                                 |                                 |                               |
| 1967        | Comercial FC                  | Botafogo FC                       |                                 |                               |
| 1968        | Bangu AC ?                    | ?                                 |                                 |                               |
| 1969        | EC Ipiranga ?                 | ?                                 |                                 |                               |
| 1970 a 1973 | –                             | –                                 |                                 |                               |
| 1974        | ?                             | Madrugada                         |                                 |                               |
| 1975        | ?                             | ?                                 |                                 |                               |
| 1976        | ?                             | ?                                 |                                 |                               |
| 1977        | AA Tiradentes                 | ?                                 |                                 |                               |
| 1978 a 1982 | –                             | –                                 |                                 |                               |
| 1983        | EC Praianinho                 | EC Castelo Branco                 |                                 |                               |
| 1984        | AA Vila Marcelino             | SC Grécia                         |                                 |                               |
| 1985        | EC Noroeste                   | EC Real                           |                                 |                               |
| 1986        | EC Ressaca                    | EC Paulistano                     |                                 |                               |
| 1987        | EC Independente               | GR Aspan                          |                                 |                               |
| 1988        | EC Vila Carmem                | GE Hero                           |                                 |                               |
| 1989        | EC Noroeste                   | EC Fortaleza                      |                                 |                               |
| 1990        | Juntou-se ao amador           |                                   |                                 |                               |
| 1991        | CR Mogi                       | EC Castelo Branco                 |                                 |                               |
| 1992        | Sebão FC                      | GR Flor de Maio                   |                                 |                               |
| 1993        | Primos FC                     | EC Vila Pureza                    |                                 |                               |
| 1994        | EC Vila Carmem                | Metalúrgico EC                    |                                 |                               |
| 1995        | Dínamo FC                     | Colorado                          |                                 |                               |
| 1996        | SC Corinthians                | EC Unidos da Vila                 |                                 |                               |
| 1997        | Arsenal                       | CA Bandeirante                    |                                 |                               |
| 1998        | Fênix ADPM                    | CA Palmeirinha                    |                                 |                               |
| 1999        | União FC                      | Dourado EC                        |                                 |                               |
| 2000        | Metalúrgico EC                | Vamp FC                           |                                 |                               |
| 2001        | AA Ponte Preta                | AA Bontenesco                     |                                 |                               |
| 2002        | EC Jockey                     | Pacaembu FC                       |                                 |                               |
| 2003        | Única FC                      | EC São Carlos III                 |                                 |                               |
| 2004        | EC Pinhal                     | EC Chácara Vieira FC              |                                 |                               |
| 2005        | Juntou-se com a série A       |                                   |                                 |                               |
| 2006        | EC SEC Sierro Portenho        | EC Jockey                         |                                 |                               |
| 2007        | EC Força Jovem                | EC Ipiraense                      |                                 |                               |
| 2008        | AESC Tigre do Aracy           | EC Garotos da Vila                |                                 |                               |
| 2009        | CA Panelão                    | EC Tangará                        |                                 |                               |
| 2010        | Estrela do Sul FC             | AA Beira Rio                      | EC Unidos da Vila               | AA Nova Redenção              |
| 2011        | Grêmio Sãocarlense FC         | Expressinho FC                    | AA Nova Redenção                | EC Santa Fé                   |
| 2012        | EC Santa Fé                   | Pacaembu FC                       | São Carlos 8                    | Vila Prado                    |
| 2013        | Cruzado                       | EC Unidos da Vila                 | CR Mogi                         | Pacaembu FC                   |
| 2014        | Dínamo FC                     | Pacaembu FC                       | EC SEC Sierro Portenho          | Jardim Beatriz FC             |
| 2015        | Pacaembu FC                   | Goiás FC                          | Expressinho FC/G. Novorizontino | Proara Varzeano               |
| 2016        | São Roque FC                  | Centenário                        | Redenção                        | São João Batista              |
| 2017        | EC Tangará                    | Esporte Clube BN (Antenor Garcia) | G. Novorizontino                | AE Cometa Cristão/Zavaglia FC |
| 2018        | R. Santa Mônica               | G. Novorizontino                  | EC Varjão                       | Mercenários FC                |
| 2019        | Deportivo Sanka               | Zavaglia FC                       | São Carlos 8                    | CA Juventus                   |
| 2020 2021   | Não houve (Pandemia Covid-19) |                                   |                                 |                               |
| 2022        | Jacobucci FC                  | Antenor de Madri FC               | Guarani FC do Antenor           | SC São João Batista           |
| 2023 e 2024 | Não houve                     |                                   |                                 |                               |

### Taça São Carlos e ou Copa São Carlos
| Ano         | Campeão                            | Vice                      | 3.º lugar | 4.º lugar |
| 1967        | ? (título)                         | CA Piratininga            |           |           |
| 1968        | EC Ipiranga (1.º título)           | ?                         |           |           |
| 1969        | ? (título)                         | ?                         |           |           |
| 1970        | Bangu AC (1.º título)              | AESC                      |           |           |
| 1971        | Bangu AC (2.º título)              | Brasil FC                 |           |           |
| 1972        | Botafogo Vila Nery (1.º título)    | ?                         |           |           |
| 1973        | Estrela da Bela Vista (1.º título) | ?                         |           |           |
| 1974        | Bangu AC (3.º título)              | Cocibra                   |           |           |
| 1975        | CR IPL (1.º título)                | Parabola                  |           |           |
| 1976        | EC São José (1.º título)           | Bangu AC                  |           |           |
| 1977        | Nacional (1.º título)              | Ferroviária               |           |           |
| 1978        | Nacional (2.º título)              | Real                      |           |           |
| 1979        | EC São José (2.º título)           | ADC Central de Sucatas EC |           |           |
| 1980        | EC Portuguesa (1.º título)         | União FC                  |           |           |
| 1981        | 7 de Setembro (1.º título)         | Bela Vista FC             |           |           |
| 1982        | EC Portuguesa (2.º título)         | Vila Nery EC              |           |           |
| 1983        | Parabola (1.º título)              | ADC Central de Sucatas EC |           |           |
| 1984        | AA Tiradentes (1.º título)         | EC São Bento              |           |           |
| 1985        | EC Engenharia (1.º título)         | AA Tiradentes             |           |           |
| 1986        | EC São José (3.º título)           | Flamengo EC               |           |           |
| 1987        | Bela Vista FC (1.º título)         | ?                         |           |           |
| 1988        | EC Paulistano (1.º título)         | ?                         |           |           |
| 1989        | SC Grécia (1.º título)             | GE Hero                   |           |           |
| 1990 a 2001 | Não houve                          |                           |           |           |
| 2002        | Goiás FC (1.º título)              | Dínamo FC                 |           |           |
| 2003 a 2005 | Não houve                          |                           |           |           |
| 2006        | EC Portuguesa (3.º título)         | Goiás FC                  |           |           |
| 2007        | EC Fortaleza (1.º título)          | Goiás FC                  |           |           |
| 2008        | Jardim Gonzaga FC (1.º título)     | CA Ipiranga               |           |           |
| 2009 a 2024 | Não houve                          |                           |           |           |

### Copa São Carlos (Liga Desportiva São Carlos)
| Ano  | Campeão  | Vice          | 3.º lugar      | 4.º lugar       |
| 2022 | ADESM    | Vila Prado FC |                |                 |
| 2023 |          |               |                |                 |
| 2024 | Aracy FC | Pakabá FS     | FC Pé na Porta | EC Tijuco Preto |

### Torneio I.º Centenário de São Carlos
| Ano  | Campeão                  | Vice | 3.º lugar | 4.º lugar |
| 1957 | Estrela da Bela Vista EC | BASC |           |           |

### Copa Sesquicentenário
| Ano  | Campeão      | Vice     | 3.º lugar | 4.º lugar |
| 2007 | EC Fortaleza | Goiás EC |           |           |

### Copa São Carlos Sub-20
| Ano       | Campeão               | Vice                          | 3.º lugar      | 4.º lugar |
| 2015      | Não houve             |                               |                |           |
| 2016      | Não houve             |                               |                |           |
| 2017      | Grêmio Sãocarlense FC | AA Ponte Preta Icaraí (Ibaté) | Expressinho FC | Dínamo FC |
| 2018      |                       |                               |                |           |
| 2019      |                       |                               |                |           |
| 2020 2021 | Não houve             |                               |                |           |
| 2022      |                       |                               |                |           |
| 2023      |                       |                               |                |           |
| 2024      |                       |                               |                |           |

### Copa São Carlos para Veteranos
| Ano         | Campeão             | Vice                | 3.º lugar          | 4.º lugar               |
| 1983        | Bangu AC            | Guarati             |                    |                         |
| 1984 e 1985 | Não houve           |                     |                    |                         |
| 1986        | Faber Castell Clube | ?                   |                    |                         |
| 1987        | Guarati             | ?                   |                    |                         |
| 1988        | Guarati             | AESC                |                    |                         |
| 1989        | Não houve           |                     |                    |                         |
| 1990        | Bonsucesso FC       | Trevo               |                    |                         |
| 1991 a 1996 | Não houve           |                     |                    |                         |
| 1997        | Cidade Jardim       | ?                   |                    |                         |
| 1998        | Cidade Jardim       | ?                   |                    |                         |
| 1999        | Cidade Jardim       | ?                   |                    |                         |
| 2000        | EC Pinhal           | Faber Castell Clube |                    |                         |
| 2001        | Assoc. Cascudo      | ?                   |                    |                         |
| 2002        | Assoc. Cascudo      | Tecar Veículos FC   |                    |                         |
| 2003        | AA Banco do Brasil  | Assoc. Cascudo      |                    |                         |
| 2004        | Assoc. Cascudo      | EC Pinhal           |                    |                         |
| 2005        | AA Cantareira       | EC São José         |                    |                         |
| 2006        | EC São José         | São Carlos Clube    |                    |                         |
| 2007        | EC São José         | EC Pinhal           |                    |                         |
| 2008        | EC São José         | EC Pinhal           |                    |                         |
| 2009        | EC São José         | Samgas/AE Matsubara |                    |                         |
| 2010        | Metalúrgico EC      | EC Jardim Paraíso   | AA Aracy           | CA Panelão/Vila Nery EC |
| 2011        | AA Cruzeiro do Sul  | EC Jardim Paraíso   | EC Jockey          | Ibaté FC                |
| 2012        | Não houve           |                     |                    |                         |
| 2013        | Metalúrgico EC      | CA Panelão          | AA Cruzeiro do Sul | Ibaté FC                |
| 2014        | AA Nova Redenção    | EC Fortaleza        | Metalúrgico EC     | Panelão FC              |
| 2015        | EC Fortaleza        | Metalúrgico EC      | Tigres do Aracy    | Panelão                 |
| 2016        | Ibaté               | São Roque FC        | Primos FC          | Novo Mundo              |
| 2017        |                     |                     |                    |                         |
| 2018        |                     |                     |                    |                         |
| 2019        |                     |                     |                    |                         |
| 2020 2021   | Não houve           |                     |                    |                         |
| 2022        |                     |                     |                    |                         |
| 2023        |                     |                     |                    |                         |
| 2024        |                     |                     |                    |                         |

### Copa São Carlos Master
| Ano       | Campeão             | Vice                          | 3.º lugar                     | 4.º lugar        |
| 2002      | Cidade Jardim       | Tecar Veículos FC             |                               |                  |
| 2005      | EC Pinhal           | Entre Amigos                  |                               |                  |
| 2006      | EC Fortaleza        | EC Pinhal                     |                               |                  |
| 2007      | EC Pinhal           | EC Ibaté                      |                               |                  |
| 2008      | EC Pinhal           | Samgas/AE Matsubara           |                               |                  |
| 2009      | EC Fortaleza/Samgas | Paulista FC/EC Unidos da Vila | Ibaté FC                      | EC Vasco         |
| 2010      | AA Cruzeiro do Sul  | CA Panelão/Vila Nery EC       | Paulista FC/EC Unidos da Vila | GE Novorizontino |
| 2011      | Não houve           |                               |                               |                  |
| 2012      | Cascudo             | EC Vasco                      |                               |                  |
| 2013      | EC Vasco            | Paulista FC (Rincão)          | AA Cruzeiro do Sul            | CA Panelão       |
| 2014      | Não houve           |                               |                               |                  |
| 2015      | Consigaz (Ibaté)    | Vila Nery                     | AA Cruzeiro do Sul            | SintUFSCar       |
| 2016      | AA Cruzeiro do Sul  | São Roque FC                  | São João Batista              | Novorizontino    |
| 2017      | São Roque FC        | EC Jacobucci                  | GREI Ibaté                    | Cruzeiro do Sul  |
| 2018      |                     |                               |                               |                  |
| 2019      |                     |                               |                               |                  |
| 2020 2021 | Não houve           |                               |                               |                  |
| 2022      | Sintufscar          | Inter                         | Aliança                       | Bandeirantea     |
| 2023      |                     |                               |                               |                  |
| 2024      |                     |                               |                               |                  |

### Copa UEFA Regional
| Ano  | Campeão                       | Vice                      | 3.º lugar                     | 4.º lugar                |
| 2018 | AD União Douradense (Dourado) | EC Jacobucci (São Carlos) | São Carlos Apoel (São Carlos) | Expresso FC (Araraquara) |

### Inter Regional LARFA[26]
Campeões do Inter-Regional da LARFA
| Ano       | Campeão                        | Vice                             | Estádio/Local                    | Placar (jogo final) |
| 2024      |                                |                                  |                                  |                     |
| 2023      | EC Jardim Gonzaga/São Carlos   | Realcedéga FC                    | Estádio Luisão/São Carlos        | 3x1                 |
| 2022      | Realcedéga FC/Igaraçu do Tietê | Santa Rita FC/Leme               | Bruno Lazzarini/Leme             | 1x0                 |
| 2020/2021 | Realcedéga FC/Igaraçu do Tietê | União Ponte Alta FC/Barra Bonita | C.A. Botafogo/Barra Bonita       | 1x0                 |
| 2019      | AEC Praça V/Araras             | CA Brotense                      | Hermínio Ometto/Araras           | 2x1                 |
| 2018      | Alkaeda FC/Piracicaba          | Primos FC/São Carlos             | Tonico Varella/Ribeirão Bonito   | 3x1                 |
| 2017      | CA Brotense de Brotas          | AD União Douradense              | Parque São Pedro/Dourado         | 2x0                 |
| 2016      | CA Brotense/Brotas             | IX de Julho FC/Rio Claro         | Estádio do CAB/Brotas            | 0x0 (P-3x2)         |
| 2015      | Itirapina FC                   | Guarani FC/Analândia             | Estádio dos Eucaliptos/Analândia | 3x3 (P-4x3)         |

### Recopa da LARFA
| Ano  | Campeão                  | Vice                         | Estádio/Local             | Placar (jogo final)          |
| 2023 | CA Bandeirante/Brodowski | EC Jardim Gonzaga/São Carlos | Estádio Luisão/São Carlos | 1x1 (prorrogação e pênaltis) |

### Campeonato Intersindical de Futebol - SMTA
Participantes 5 Sindicatos
- Lápis
- Bancários
- Metalúrgicos
- Eletricitários
- Gráficos

| Ano  | Campeão      | Vice | 3.º lugar | 4.º lugar |
| 1969 |              |      |           |           |
| 1970 |              |      |           |           |
| 1971 | Metalúrgicos |      |           |           |
| 1972 |              |      |           |           |

### Campeonato Rural de São Carlos
| Ano         | Campeão                                     | Vice                                        | 3.º lugar             | 4.º lugar          |
| 1983        | Sítio São Bento                             | ?                                           |                       |                    |
| 1984        | Sítio Parras                                | Fazenda Chile                               |                       |                    |
| 1985        | São Roque FC (Água Vermelha)                | ?                                           |                       |                    |
| 1986        | Usina Ipiranga                              | São Roque FC (Água Vermelha)                |                       |                    |
| 1987        | Serse (Santa Eudóxia)                       | São Roque FC (Água Vermelha)                |                       |                    |
| 1988        | Serse (Santa Eudóxia)                       | Sítio Santa Luzia                           |                       |                    |
| 1989        | São Roque FC (Água Vermelha)                | Sítio Santa Luzia                           |                       |                    |
| 1990        | Serse (Santa Eudóxia)                       | São Roque FC (Água Vermelha)                |                       |                    |
| 1991        | Serse (Santa Eudóxia)                       | Sítio Santa Luzia                           |                       |                    |
| 1992        | Serse Santa Eudóxia                         | Fazenda Monjolinho                          |                       |                    |
| 1993        | Fazenda Copacabana                          | Fazenda Invernada                           |                       |                    |
| 1994        | Fazenda Invernada                           | Sítio Santa Luzia                           |                       |                    |
| 1995        | Sítio Santa Luzia                           | São Roque FC (Água Vermelha)                |                       |                    |
| 1996        | São Roque FC (Água Vermelha)                | Fazenda Monjolinho                          |                       |                    |
| 1997        | Serse (Santa Eudóxia)                       | Sítio Santa Luzia                           |                       |                    |
| 1998        | Serse (Santa Eudóxia)                       | São Roque FC (Água Vermelha)                |                       |                    |
| 1999        | Serse (Santa Eudóxia)                       | Vila Nova FC (Santa Eudóxia)                |                       |                    |
| 2000        | Vila Nova FC (Santa Eudóxia)                | Sítio Santo Antônio Botelho (Água Vermelha) |                       |                    |
| 2001        | Sítio Santo Antônio Botelho (Água Vermelha) | Serse (Santa Eudóxia)                       |                       |                    |
| 2002        | São Roque FC (Água Vermelha)                | Fazenda Santana                             |                       |                    |
| 2003        | Vila Nova FC (Santa Eudóxia)                | Sítio Rancho Alegre                         |                       |                    |
| 2004        |                                             |                                             |                       |                    |
| 2005        | Unidos da Vila                              | Fazenda Itaguassu                           | Fazenda Santa Cândida | Sítio Santa Luzia  |
| 2006        | Fazenda Gonzaga                             | Sítio São Domingos                          | Fazenda Itaguassu     | Sítio Pica Pau     |
| 2007        | Fazenda Gonzaga                             | Fazenda Santana II                          | Sítio Pica Pau        | Sítio São Domingos |
| 2008        | Sítio Santa Luzia                           | Fazenda Cruzeiro                            | Sítio Rancho Alegre   | Fazenda Santa Cruz |
| 2009 a 2019 | Em pesquisa                                 |                                             |                       |                    |
| 2020 2021   | Não houve (Covid)                           |                                             |                       |                    |
| 2022        |                                             |                                             |                       |                    |
| 2023        |                                             |                                             |                       |                    |
| 2024        |                                             |                                             |                       |                    |

### Copa São Carlos de Futebol Evangélico
| Ano  | Campeão           | Vice                  | 3.º lugar             | 4.º lugar             |
| 2022 | Quem Procura Acha | Pentecostal da Bíblia | Coligação IPR/PDB     | Geração Conviver      |
| 2021 | Não houve         |                       |                       |                       |
| 2020 | Não terminou      |                       |                       |                       |
| 2019 | Quem Procura Acha | Madureira             | Geração Conviver      | Pentecostal da Bíblia |
| 2018 | Madureira         | Quem Procura Acha     | Pentecostal da Bíblia | Quadrangular São José |

### Amador Regional da Liga
Em 1958 a Liga indicou um representante campeão para o campeonato paulista amador do interior, como sede da Zona 15.
Em 1967, a AA Barra Bonita foi campeã regional pela Liga Sãocarlense de Futebol. Em 12 jogos disputados venceu oito e empatou quatro. Marcou 26 gols e sofreu sete. Teve o melhor ataque e a melhor defesa do campeonato. O técnico era o professor Roberto Battaiola.
Pela Liga Sãocarlense de Futebol, foi disputado em 1969, com 8 equipes, em turno e returno, o Bocaina FC que foi vice-campeão, obteve 10 vitórias, 2 empates, e 2 derrotas.
Em 1977, o Dourado FC foi vice-campeão regional pela Liga Sãocarlense de Futebol, perdendo nos pênaltis para o Clube Atlético Brotense.
| Ano         | Campeão                                                           | Vice                        |
| 1930 a 1939 | –                                                                 | –                           |
| 1940        | Corinthians Comercial FC (antigo Palestra Itália) (pela L.A.F.S.) | ?                           |
| 1941 a 1958 | –                                                                 | –                           |
| 1959        | Ribeirão Bonito EC                                                | ?                           |
| 1960 a 1966 | –                                                                 | –                           |
| 1967        | AA Barra Bonita                                                   | Independente FC (Itirapina) |
| 1968        | ?                                                                 | ?                           |
| 1969        | Usina São José (Rio das Pedras)                                   | Bocaina FC                  |
| 1970        | ?                                                                 | Brasília (Basc)             |
| 1971        | Brasília (Basc)                                                   | ?                           |
| 1972 a 1976 | –                                                                 | –                           |
| 1977        | CA Brotense                                                       | Dourado FC                  |
| 1978        | ?                                                                 | ?                           |
| 1989        | Cirec Dourado                                                     | CA Brotense                 |

### Juniors ou Juvenil
Pela Liga Sãocarlense de Futebol, foi disputado oficialmente a partir de 1970.
| Ano            | Campeão         | Vice               | 3.º lugar       | 4.º lugar |
| 1958 (Juvenil) | Estrela         | ?                  |                 |           |
| 1969 (Juvenil) | Cerealista      | Paulistão          | Brasília (Basc) |           |
| 1970 (Juvenil) | Paulistinha     | ?                  |                 |           |
| 1971 (Juvenil) | Brasília (Basc) | ?                  |                 |           |
| 1972 a 1976    | –               | –                  |                 |           |
| 1977 (Juvenil) | Sãocarlense     | AA Banco do Brasil |                 |           |
| 1978 (Juvenil) | Paulistinha     | Sãocarlense        |                 |           |
| 1979 (Juvenil) | Sãocarlense     | ?                  |                 |           |
| 1980 (Juvenil) | Sãocarlense     | ?                  |                 |           |
| 1981           | ?               | Sãocarlense        |                 |           |
| 1982           | ?               | ?                  |                 |           |

### Taça Cidade São Carlos Juvenil
| Ano  | Campeão       | Vice | 3.º lugar | 4.º lugar |
| 1970 | ?             | ?    |           |           |
| 1971 | Canarinhos EC | ?    |           |           |
| 1972 | ?             | ?    |           |           |
| 1973 | ?             | ?    |           |           |
| 1974 | ?             | ?    |           |           |

### Infantil
Pela Liga Sãocarlense de Futebol, foi disputado a partir de 1953.
| Ano         | Campeão        | Vice           | 3.º lugar | 4.º lugar       |
| 1953        | ?              | ?              |           |                 |
| 1954        | ?              | ?              |           |                 |
| 1955        | Noroeste FC    | ?              |           |                 |
| 1956        | Noroeste FC    | Ipiranguinha   | Senac     | CA Bandeirantes |
| 1957 a 1959 | ?              | ?              |           |                 |
| 1960        | EC Rui Barbosa |                |           |                 |
| 1961        | EC Rui Barbosa |                |           |                 |
| 1962        | CA Paulistinha |                |           |                 |
| 1963        | EC Rui Barbosa | CA Paulistinha |           |                 |
| 1964 e 1969 | ?              | ?              |           |                 |

ObservaçãoEm 1963 o jogo final foi no Estádio do Paulista: Rui Barbosa 2 x 1 Paulistinha, de virada. Escalção: Rui Barbosa: Cabeto, Micuim, Cidão Schiavone e Agenor; Pisteli, Eduardo Miniatura e Solrac Asrod; Zequinha, Alvinho e Marcos Colorau. Técnico: Ivo de Matos - Paulistinha: Parrelli, Mará, Mozart e Nakamura; Bargas, Paulo Boca e Careca; Mané Carlos, Waldir Pomponio e Pitú. Técnico: Marivaldo Carlos Degan.

### Dente de leite
Pela Liga Sãocarlense de Futebol, foi disputado a partir de 1970, mas oficialmente a partir de 1977.
| Ano                          | Campeão                      | Vice        |
| 1970                         | Paulistinha                  | EC Banespa  |
| 1971                         | Paulistinha                  | ?           |
| 1972 a 1976                  | Em pesquisa                  | –           |
| 1977                         | Paulistinha (título cassado) | Sãocarlense |
| 1978                         | EC Pinhal                    | Sãocarlense |
| 1979                         | ADC Sicom                    | Sãocarlense |
| 1980                         | E.F. Prefeitura              | ADC Sicom   |
| 1981 (Infantil inter clubes) | E.F. Prefeitura              | ADC Sicom   |
| 1982 a 1985                  | Em pesquisa                  | –           |
| 1986                         | São Paulo                    | ?           |
| 1987                         | São Paulo                    | ?           |

### Mirim
Pela Liga Sãocarlense de Futebol, foi disputado em 2000.
| Ano         | Campeão                                                                             | Vice |
| 2000        | Paulistinha nas categorias nascidos em 1983/1984, 1985/1986, 1987/1988 e 1989/1990. | ?    |
| 2001 a 2004 | –                                                                                   | –    |

### Estádios usados anteriormente
- Estádio do Paulista - (estádio privado)
- Estádio Luís Augusto de Oliveira - (estádio municipal)
- Estádio João Ratti (Jardim Cruzeiro do Sul) - (estádio privado e desativado)
- Estádio Rui Barbosa - (desativado para futebol)
- Campo do Corinthians Comercial (Vila Nery) - (não existe mais)
- Campo do Brasília AC (Vila Monteiro) - (atualmente é a concessionária Volkswagen)
- Campo do Corinthinha (Vila Lutfalla) - (ainda existe o local)
- Campo da Ponte Preta (Vila Alpes) - (atual EPTV Central)
- Campo do Bangu (Vila Irene) - (ocupado por um conjunto habitacional)
- Campo do América (Vila Prado) - (não existe mais)
- Campo do São José (Vila São José) - (campo municipal)
- Campo da Vila Pureza (Vila Pureza) - (não existe mais)
- Campo do Vila Izabel (Vila Isabel) - (campo municipal)
- Campo do Pacaembu (Jardim Pacaembu) - (campo municipal)
- Campo do Náutico
- Campo da Redenção (Redenção) - (campo municipal)
- Campo do Athético Sãocarlense (Tijuco Preto) - (não existe mais)
- Campo da A. Atlética São Carlos (Tijuco Preto) - (não existe mais)

### Estádio usados atualmente
- Estádio Zuzão
- Estádio Luís Augusto de Oliveira
- Campo de futebol Álvaro Zuim (Vila Isabel)
- Campo de futebol Francisco da Costa - Chico Preto (Santa Felícia)
- Campo de Água Vermelha
- Campo de Santa Eudóxia
- Campo de futebol Alberto Martins
- Campo de futebol Jardim Paulistano
- Campo do São João Batista
- Campo do Jockey Clube
- Campo da Jardim Beatriz
- Campo da Faber-Castell
- Campo da USP
- Campo da UFSCar
- Campo do Sesi

### Clubes históricos até 1970 do amador
- Paulista
- Ideal Club
- Palestra Itália de São Carlos
- Ruy Barbosa
- Bandeirantes
- São Carlos Clube
- Estrela
- Expresso São Carlos
- Lápis Dois Martelos C
- CR Ferroviário (Ferrovia)
- Ferroviários EC (Ferrovia)
- EC Jardim São Carlos
- EC São José
- CE União
- Bonsucesso FC
- Vila Elizabeth FC
- Três Fazendas EC
- Fluminense FC (Bela Vista)
- EC São Bento (Bela Vista)
- Boca Junior Paulista EC (Vila Prado)
- Palmeirinha FC (Vila Nery)
- AA Ponte Preta (Vila Alpes)
- EC Vila Izabel (Vila Isabel)
- CA Ipiranga (Vila Prado)
- Bangu AC (Vila Marcelino e Vila Irene)
- América FC (Vila Prado)
- América FC (Jardim São Carlos)
- Brasília (BASC)
- Corinthians EC (Vila Lutfalla)
- Oceania (Cidade)

### Jogos amistosos da Seleção da  Liga (LAFS, CCE e LSF)
Seleção São Carlos ou Seleção Amadora A e B
- 13 de abril de 1924 - Seleção de São Carlos (Combinado Paulista/Palestra) 0x3 Syrio (estádio do Paulista)
- 30 de agosto de 1931 - Seleção Amadora de São Carlos (LAFS) 2x1 Voluntário FC (Campinas)[34]
- 7 de setembro de 1931 - Seleção Amadora de São Carlos (LAFS) 1x4 Rio Claro FC[35]
- 13 de setembro de 1931 - Seleção Amadora de São Carlos (LAFS) x XV de Novembro de Piracicaba
- 9 de outubro de 1931 - Inter de Bebedouro 4x0 Seleção Amadora da LAFS (à noite)
- 11 de outubro de 1931 - Inter de Bebedouro 3x0 Seleção Amadora da LAFS
- 19 de agosto de 1934 - Rio Claro FC 1x1 Combinado de São Carlos (amistoso em Rio Claro)
- 8 de abril de 1951 - Seleção Amadora de São Carlos 3x0 Pirassununguense (estádio do Paulista)
- 3 de novembro de 1968 - Seleção Amadora de São Carlos A e B 5x0 AA Itapuí (inauguração do estádio Luís Augusto de Oliveira)
- 1.º de maio de 1969 - Seleção Amadora Operária de São Carlos 1x2 XV de Piracicaba (no estádio Luís Augusto de Oliveira)
- 1.º de maio de 1970 -  Seleção Amadora de São Carlos 1x2 Ferroviária (no estádio Luís Augusto de Oliveira)[36]
- 1.º de maio de 1976 -  Seleção Amadora Operária de São Carlos 1x3 Saad (inauguração do campo do Sesi São Carlos)

## Liga Sãocarlense de Futebol de Salão

### Campeonato Municipal de Futebol de Salão (Futsal)
| Ano  | Campeão              | Vice             | 3º lugar | 4º lugar |
| 1955 | São Carlos Clube     |                  |          |          |
| 1956 | Cronistas Esportivos | São Carlos Clube |          |          |

### Campeonato Municipal de Futebol de Salão Infantil (Futsal)
| Ano  | Campeão        | Vice           | 3º lugar | 4º lugar |
| 1961 | CA Paulistinha | Atlas          |          |          |
| 1962 | CA Paulistinha | Nacional       |          |          |
| 1963 | Treze de Maio  | CA Paulistinha |          |          |
| 1964 | ?              | ?              |          |          |
| 1965 | CA Paulistinha | ?              |          |          |
| 1966 | CA Paulistinha | ?              |          |          |
| 1967 | CA Paulistinha | ?              |          |          |